# هماتوکریت
به نسبت درصد گویچه‌های قرمز در خون، هماتوکریت (Hematocrit) یا خون‌بَهر گفته می‌شود،  این نسبت در زنان و مردان سالم و بالغ به ترتیب برابر ۴۵–۳۵ و ۵۰–۴۰ درصد است.
هماتوکریت درصد RBCها (گویچه‌های قرمز) را نشان می‌دهد و در آقایان بیشتر از خانم‌ها است.
مثلاً هرگاه هماتوکریت شخص ۴۰ باشد منظور آن است که ۴۰ درصد حجم خون را گویچه‌ها یا گلبول‌های قرمز و باقی‌مانده آن را پلاسما تشکیل می‌دهد. هماتوکریت مردان سالم به‌طور متوسط ۴۲ و هماتوکریت زنان سالم به‌طور متوسط ۳۸ است.
افزایش هماتوکریت تا حدود ۵۰ مشکلی ایجاد نمی‌کند اما افزایش بیشتر همراه با ازدیاد چسبندگی خون بوده و می‌تواند به ایجاد ترومبوز عروقی منجر شود.
هماتوکریت (Hematocrit) درصد گلبول‌های قرمز در کل حجم خون است. گلبول‌های قرمز مهم‌ترین سلول‌های خونی هستند که برای سلامت انسان حیاتی به‌شمار می‌آیند. این سلول‌ها به عنوان حامل‌های اکسیژن و مواد مغذی در بدن عمل کرده و آن‌ها را به مکان‌های مختلف بدن منتقل می‌کنند. برای عملکرد صحیح سلول‌های بدن، خون باید نسبت مشخصی از گلبول‌های قرمز را داشته باشد.
همان‌طور که می‌دانید خون از اجزای متفاوتی مانند گلبول‌های قرمز، گلبول‌های سفید و پلاکت‌ها ساخته شده‌است. تمام این سلول‌ها و ذرات سلولی در مایعی به نام پلاسما شناور هستند.
HCT مخفف عبارت هماتوکریت است. آزمایش HCT بخشی از آزمایش کلی خون (CBC) به‌شمار می‌آید که در آن درصد حجمی گلبول‌های قرمز (RBC) مشخص می‌شود. هموگلوبین ساختار پروتئینی در گلبول‌های قرمز است که وظیفه حمل و انتقال اکسیژن را بر عهده دارد، از این رو، محاسبه درصد گلبول‌های قرمز خون و این که گلبول‌های قرمز چه درصدی از کل خون را تشکیل می‌دهند، به نوعی تعیین‌کننده توانایی خون در اکسیژن رسانی به بافت‌های مختلف بدن است.

## علت افزایش hct
علت افزایش مقدار هماتوکریت ( hct) در آزمایش خون میتواند بیماری های مزمن تنفسی و کاهش اکسیژن خون به مدت طولانی باشد. سایر علت افزایش هماتوکریت شامل زندگی در ارتفاعات، دهیدراتاسیون و مصرف سیگار میباشد.